# Roccalumera
Roccalumera település Olaszországban, Szicília régióban, Messina megyében. Lakosainak száma 3940 fő (2023. január 1.). Roccalumera Furci Siculo, Mandanici, Nizza di Sicilia, Pagliara és Fiumedinisi községekkel határos.

## Népesség
A település lakossága az elmúlt években az alábbi módon változott:
| Lakosok száma | 4144 | 4104 | 3940 |
|               | 2017 | 2018 | 2023 |